# San Felipe el Real
El convent de San Felipe el Real va ser un antic cenobi de l'orde dels agustins, fundat el 1547 a Madrid, afectat per la desamortització del 1835 i enderrocat el 1838.
Fou fundat el 9 de març de 1547, promogut per Alonso de Madrid, provincial dels agustins a Castella, que havia aconseguit una butlla de Pau III autoritzant-los a assentar-se a Madrid. Comptà amb l'oposició inicial de l'arquebisbe de Toledo, Juan Martínez Silíceo, l'Ajuntament de Madrid i de l'orde dels franciscans, per ja existir dos convents d'ordes mendicants a Madrid, el de San Francisco i el de Nuestra Señora de Atocha. Tanmateix, mercès de la mediació del futur Felip II i la seva germana, la infanta Joana, priora del convent de Madrigal i abadessa de Las Huelgas de Burgos, aconseguiren instal·lar-los a Madrid, a prop de la Puerta del Sol, en uns terrenys donats pel comte d'Orgaz a canvi d'una capella. Els agustins, agraïts a la influència del llavors príncep, al convent l'anomenaren San Felipe, en honor del seu sant titular.
Segons Antonio Ponz, l'edifici era fet tot de diferents pedres granítiques, d'ordre dòric i constava de 28 arcs sobre pilars en cadascun dels cossos del que es componia. Tots els autors contemporanis assenyalen que tingué un gran valor arquitectònic. L'arquitecte fou Andrés de Nantes i posteriorment fou restaurat per Francisco de Mora, entorn de 1600. En aquell mateix moment, el 9 de gener de 1600 s'ordenà la construcció d'una llotja o pati per al seu exterior, davant de la porta de l'església, que donà origen a l'anomenat Mentidero de Madrid, com es coneixia popularment a aquest pati extrem del convent, on s'adreçaven nombroses persones a escoltar els rumors de la cort, comerciar, entre d'altres activitats. Sempre mantingué molt bona relació amb la família reial, comptant amb el favor i les donacions del rei Felip II i la infanta.
Fou famosa la seva biblioteca, especialment al llarg de tot el segle xviii, la qual es va nodrir de les rendes i almoines, i on l'agustí i historiador Enrique Flórez va començar la seva obra España Sagrada, enriquint ell mateix la biblioteca amb llibres i còdexs. A més, el convent també disposava de noviciat i estudis de teologia.
El 1808, en el context de la Guerra del Francès, el convent passà a mans de les tropes franceses, les quals permeteren quedar-se a uns pocs monjos per protegir els llibres d'Enrique Flórez, mentre la resta del convent fou utilitzat com a quadra i allotjament dels soldats. En aquest moment, el convent va perdre molts dels seus béns, parcialment recuperats el 1814 amb la tornada dels frares, si bé finalment va tancar definitivament el 1835 a causa del decret d'exclaustració i desamortització de Mendizábal. L'any següent s'ordenà la seva demolició, efectiva el 1838, on posteriorment s'edificà la coneguda com Casa Cordero, construïda entre 1842 i 1845.